# 涅烏塔河
涅烏塔河是俄羅斯的河流，位於堪察加半島，河道全長約21公里，河水主要來自融雪和雨水，最終注入伊恰河，是虹鱒和遠東紅點鮭的棲息地。